# Amit Peled
Amit Peled (* 1973) je izraelský violoncellista.

## Životopis
Peled se nejdříve profesionálně věnoval basketbalu (je vysoký 195 cm), později ale objevil svůj druhý talent, hru na violoncello. Z těchto dvou věcí si nakonec pro kariéru vybral violoncello. Studoval u amerického violoncellisty Bernarda Greenhouse. V roce 1998 vyhrál první cenu v soutěži François Shapira competition.
Nyní vyučuje na konzervatoři The Peabody Institute (Univerzitě Johnse Hopkinse), ale také diriguje a vystupuje sólově i s hudebními tělesy. Je známý svými vystoupeními, do kterých zapojuje publikum, vysvětluje různé termíny a vtipkuje. Založil orchestr Mount Vernon Virtuosi, je jeho hudebním ředitelem a dirigentem. Sólově vystupuje po celém světě v těch nejvýznamnějších koncertních síních, jako jsou např. Carnegie Hall, Wigmore Hall, Konzerthaus a mnoho jiných. Je členem dvou trií, Tempest Trio a Goldstein-Peled-Fiterstein Trio. Účastní se mnoha festivalů, např. Marlboro Music Festival, Newport Music Festival, Seattle Chamber Music Festival a dalších. Vydal dvě knihy, jednu pro děti, A Cello Named Pablo, a jednu popisující techniky a metody hry na violoncello, The First Hour.

## Violoncello
Nyní[kdy?] hraje na nástroj z roku 1733 od Mattea Gofrillera, na který hrál violoncellista Pablo Casals a byl Peledovi osobně předán vdovou Casalse, Martou Casals Istomin. Dříve hrál na nástroj z roku 1689 od Andrea Guarneriho.